# Athysanella raisae
Athysanella raisae är en insektsart som beskrevs av Hicks och Blocker. Athysanella raisae ingår i släktet Athysanella och familjen dvärgstritar. Inga underarter finns listade i Catalogue of Life.